# A mem si llegim
A mem si llegim és una iniciativa digital que es dedica a promoure la literatura catalana a xarxes socials fent servir mems i d'altres recursos digitals, com stickers o GIFs. Per fer-ho, combina frases conegudes de la literatura catalana amb mems famosos i imatges contemporànies.
El perfil va ser creat el novembre de 2019 per Sara Serrano (Manresa, 1990) i va començar a difondre mems amb frases d'autors clàssics com Mercè Rodoreda, Pere Calders, Joan Fuster, Maria Mercè Marçal o Maria Aurèlia Capmany, i d'altres de contemporanis, com ara Enric Casasses, Marta Rojals, Sònia Moll, Sebastià Portell i o Jordi Puntí, entre molts d'altres. Poc després Gina de Tera es va incorporar a la iniciativa i el projecte va créixer, incorporant stickers i GIFs.